# Chrysoexorista ochracea
Chrysoexorista ochracea is een vliegensoort uit de familie van de sluipvliegen (Tachinidae). De wetenschappelijke naam van de soort werd voor het eerst geldig gepubliceerd in 1890 door Frederik Maurits van der Wulp.